# Naissance en 1051
Naissance
- 1047
- 1048
- 1049
- 1050
- 1051
- 1052
- 1053
- 1054
- 1055

Cette page dresse une liste de personnalités nées au cours de l'année 1051 :
- 21 septembre : Berthe de Turin, reine de Germanie puis impératrice du Saint-Empire.

- Cadwgan ap Bleddyn, coprince de Powys.
- Mi Fu, peintre chinois.